# NASA AD-1
NASA AD-1 (Ames Dryden -1) je bil NASIN projekt eksperimentalnega letala s poševnim krilom, ki so ga izvajali med letoma 1979 in 1982 v Dryden Flight Research Center, Kalifornija. Uspešno so dokazali koncept, da lahko zrakoplov leti s "pivotirajočim" (poševnim) krilom z naklonom od 0° do 60°.
Koncept je deloma podoben gibljivem krilu, pri gibljivem obe krili hkrati spremenita naklon. Pri AD-1 pa samo eno krilo "pivotira" okrog sredinske točke krila. Letalo tako postane asimetrično.
Letalo je poletelo 79-krat. Pri tem so testirali aerodinamiko pri različnih naklonih in hitrostih.
Prvi krilo takega tipa je predlagal Richard Vogt leta 1942 in sicer na letalu Blohm & Voss P.202.

## Tehnične specifikacije
Splošne značilnosti
- Posadka: 1
- Dolžina: 38 ft 10 in (11,83 m)
- Razpon kril: 32 ft 4 in (9,85 m) (brez naklona) spread, 16 ft 2 in (4,93 m) swept s 60° naklonom
- Višina: 6 ft 9 in (2,06 m)
- Površina kril: 93 sq ft (8,6 m2)
- Aeroprofil: NACA 3612-02, 40[2]
- Teža praznega letala: 1.450 lb (658 kg)
- Bruto teža: 2.145 lb (973 kg)
- Kapaciteta goriva: 80 US gal (300 L)
- Pogon letala: 2 × Microturbo TRS 18 turboreaktivni motor, 220 lbf (0,98 kN) potisk motorjev vsak

Zmogljivost
- Maks. hitrost: 200 mph (322 km/h; 174 kn)
- Višina leta (servisna): 12.000 ft (3.658 m)